# 손동욱 (법조인)
손동욱(孫東頊, 일본식 이름: 永浦東頊, 1909년 5월 27일~1976년 11월 9일)은 일제강점기부터 활동한 법조인으로 대한민국의 대법관을 지냈다. 호는 노정(蘆汀)이다. 본관은 밀양이다.

## 생애
본관은 밀양이다. 한성부, 함경남도 북청군 출신으로 1935년 7월에 일본 주오 대학 법학과를 졸업했다. 1937년에 고등문관시험 사법과에 합격하여 1938년부터 대구지방법원에서 사법관시보로 일하다가, 1940년 6월 대구지방법원 판사에 임명되었다. 대구지방법원 판사로 근무하던 중 태평양 전쟁 종전을 맞았다. 1943년을 기준으로 정7위에 서위되어 있었다. 
미군정 하에서도 그대로 판사를 맡아 1946년 1월 대구공소법원 판사, 1946년 11월 대구공소법원 부장판사를 역임하였다. 1947년에 판사직에서 물러나 대구에서 변호사를 개업했다.
제1공화국 말기인 1959년 3월에 대법원 판사로 임명되어 1960년 8월 대법관 직무대리를 하였으나 1961년 다시 변호사를 개업했다. 1964년 다시 대법원 판사가 되어 1973년까지 재임하였고, 사법제도개선심의위원회 위원을 겸직했다. 이때, 사법부 독립을 침해하는 헌법재판소 규정과 베트남 참전 용사들에 대한 보상을 제한하는 국가배상법 위헌 결정을 내렸다. 이 판결에서 재판장으로 위헌 의견을 냈으며 이 탓에 박정희 정권의 미움을 사, 재임용에서 탈락하게 되었다. 1969년에는 사법제도개선심의위원회 위원장에 올랐다. 1970년에는 청조근정훈장을 수여하였다.
퇴직 후 서울에서 변호사로 활동하였으며, 1976년에 호남고속도로에서 교통사고를 당해 부인과 함께 사망했다.

## 사후
아들 손지열이 2000년에 대법관에 임명되어 대한민국 최초로 부자 대법관이 되었다.
2008년 민족문제연구소가 발표한 친일인명사전 수록예정자 명단 사법 부문에 선정되었다.

## 같이 보기
- 손지열

## 참고자료
- 손동욱(孫東頊) - 한국학중앙연구원
- 손동욱(孫東頊) - 국사편찬위원회